# Anna Bondár
Anna Bondár (* 27. Mai 1997 in Szeghalom) ist eine ungarische Tennisspielerin.

## Karriere
Bondár hatte bereits als Nachwuchsspielerin erste Erfolge vorzuweisen. So gewann sie 2013 an der Seite von Naiktha Bains den Doppelwettbewerb der Eddie Herr International Junior Championship und holte 2015 den Einzeltitel bei den Europäischen Juniorenmeisterschaften. In der Junioren-Weltrangliste stieg sie bis auf Platz 15. Ein Jahr zuvor gab sie bereits ihr Debüt auf dem ITF Women’s Circuit und errang dort bei ihrem zweiten Turnierstart überhaupt ihren ersten von insgesamt 16 Einzel- und 23 Doppeltiteln auf der ITF Tour. 2015 folgten fünf weitere Turniersiege. Anschließend war Bondar für mehrere Jahre ausschließlich auf der ITF Tour unterwegs. Erst Anfang 2018 trat sie in Budapest erstmals bei einem WTA-Turnier an, nachdem sie von den Organisatoren eine Wildcard für die Qualifikation erhalten hatte, schied aber in der ersten Runde aus. Zurück auf der ITF Tour, konnte sie zum Jahresabschluss ihren ersten Titel der $25.000-Kategorie erringen, auf den zu Beginn der Folgesaison 2019 ein weiterer folgte.
Aufgrund ihrer verbesserten Weltranglistenplatzierung war Bondár in Wimbledon erstmals startberechtigt für die Qualifikation zu einem Grand-Slam-Turnier, schied aber in der ersten Runde aus. In Bukarest stand sie danach als Lucky Loserin erstmals im Hauptfeld eines WTA-Turniers, blieb jedoch auch dort sieglos. Ihr erster Hauptrundensieg auf der WTA Tour gelang Bondár 2021 in Gdynia, wo sie bis ins Viertelfinale kam. Anschließend errang sie in Wiesbaden bei einem ITF-Turnier der $80.000-Kategorie ihren zwischenzeitlich größten Titel, auf den sie in Buenos Aires ihren ersten bei einem Turnier der WTA Challenger Series folgen ließ, bei dem sie im Endspiel Diane Parry schlug. Nach einem weiteren Sieg bei einem ITF-Turnier der $60.000-Kategorie in Santiago de Chile, schloss Bondár die Saison 2021 erstmals unter den besten 100 der Welt ab.
Bei den Australian Open 2022 war Bondár deshalb für die Hauptrunde qualifiziert, musste sich in der ersten Runde aber Anastassija Pawljutschenkowa deutlich geschlagen geben.
Sie spielte in der ungarischen Szuperliga für den MTK Budapest und gewann dort mit der Mannschaft 2014 den Titel.
Im Jahr 2015 spielte Bondár erstmals für die ungarische Billie-Jean-King-Cup-Mannschaft; ihre Billie-Jean-King-Cup-Bilanz weist bislang 16 Siege bei 9 Niederlagen aus.

## Turniersiege

### Einzel
| Nr. | Datum              | Turnier       | Kategorie      | Belag             | Finalgegnerin        | Ergebnis        |
| --- | ------------------ | ------------- | -------------- | ----------------- | -------------------- | --------------- |
| 1.  | 4. Mai 2014        | Antalya       | ITF $10.000    | Hartplatz         | Olga Doroschina      | 6:3, 6:2        |
| 2.  | 24. Mai 2015       | Hermannstadt  | ITF $10.000    | Sand              | Mădălina Gojnea      | 6:1, 4:6, 6:1   |
| 3.  | 6. September 2015  | Bol           | ITF $10.000    | Sand              | Tena Lukas           | 6:4, 6:2        |
| 4.  | 13. September 2015 | Bol           | ITF $10.000    | Sand              | Magdaléna Pantůčková | 7:5, 6:4        |
| 5.  | 25. Oktober 2015   | Antalya       | ITF $10.000    | Hartplatz         | Greetje Minnen       | 3:6, 6:2, 6:1   |
| 6.  | 30. November 2015  | Antalya       | ITF $10.000    | Sand              | Alissa Kleibanowa    | 6:3, 6:4        |
| 7.  | 29. Oktober 2017   | Iraklio       | ITF $15.000    | Sand              | Réka Luca Jani       | 6:2, 6:3        |
| 8.  | 12. Mai 2018       | Kaposvár      | ITF $15.000    | Sand              | Aneta Kladivová      | 6:4, 7:63       |
| 9.  | 12. Oktober 2018   | Sevilla       | ITF $25.000    | Sand              | Başak Eraydın        | 6:2, 5:7, 6:2   |
| 10. | 12. Januar 2019    | Daytona Beach | ITF W25        | Sand              | Françoise Abanda     | 6:73, 7:65, 7:5 |
| 11. | 26. September 2021 | Wiesbaden     | ITF W80        | Sand              | Clara Burel          | 6:2, 6:4        |
| 12. | 7. November 2021   | Buenos Aires  | WTA Challenger | Sand              | Diane Parry          | 6:3, 6:3        |
| 13. | 13. November 2021  | Santiago      | ITF W60+H      | Sand              | Verónica Cepede Royg | 6:2, 6:3        |
| 14. | 10. September 2023 | Montreux      | ITF W60        | Sand              | Anna Gabric          | 6:4, 6:1        |
| 15. | 25. Februar 2024   | Porto         | ITF W75        | Hartplatz (Halle) | Noma Noha Akugue     | 7:64, 6:2       |
| 16. | 23. Juni 2024      | Olmütz        | ITF W75        | Sand              | Jang Su-jeong        | 6:3, 7:64       |
| 17. | 4. August 2024     | Hechingen     | ITF W75        | Sand              | Jekaterina Makarowa  | 6:0, 6:2        |
| 18. | 10. August 2024    | Hamburg       | WTA Challenger | Sand              | Arantxa Rus          | 6:4, 6:2        |
| 19. | 4. Mai 2025        | Wiesbaden     | ITF W100       | Sand              | Julia Grabher        | 6:2, 6:4        |

### Doppel
| Nr. | Datum              | Turnier                   | Kategorie      | Belag             | Partnerin               | Finalgegnerinnen                           | Ergebnis          |
| --- | ------------------ | ------------------------- | -------------- | ----------------- | ----------------------- | ------------------------------------------ | ----------------- |
| 1.  | 7. November 2014   | Iraklio                   | ITF $10.000    | Hartplatz         | Dalma Gálfi             | Martina Bašić Tena Lukas                   | 4:6, 6:3, [10:8]  |
| 2.  | 5. Dezember 2014   | Tel Aviv                  | ITF $10.000    | Hartplatz         | Ilka Csöregi            | Anna Bogoslavets Ester Masuri              | 6:1, 6:3          |
| 3.  | 14. März 2015      | Solarino                  | ITF $10.000    | Hartplatz         | Dalma Gálfi             | Sofija Kowalez Janina Toljan               | 6:3, 6:2          |
| 4.  | 25. April 2015     | Iraklio                   | ITF $10.000    | Hartplatz         | Lisa-Maria Moser        | Fatma Al Nabhani Sharrmadaa Baluu          | 6:3, 7:5          |
| 5.  | 22. Mai 2015       | Hermannstadt              | ITF $10.000    | Sand              | Ana Bianca Mihăilă      | Mihaela Ghioca Iuliana Oante               | 6:4, 6:4          |
| 6.  | 17. Oktober 2015   | Antalya                   | ITF $10.000    | Hartplatz         | Rebeka Stolmár          | Cristina Sánchez-Quintanar Daiana Negreanu | 6:1, 2:6, [10:5]  |
| 7.  | 30. November 2015  | Antalya                   | ITF $10.000    | Sand              | Rebeka Stolmár          | Sopia Kwazabaia Julyette Steur             | 2:6, 6:4, [10:2]  |
| 8.  | 20. August 2017    | Graz                      | ITF $15.000    | Sand              | Réka Luca Jani          | Jana Jablonovská Natália Vajdová           | 6:4, 6:3          |
| 9.  | 28. Oktober 2017   | Iraklio                   | ITF $15.000    | Sand              | Réka Luca Jani          | Michaela Boev Anna Ukolowa                 | 6:4, 6:2          |
| 10. | 5. November 2017   | Iraklio                   | ITF $15.000    | Sand              | Réka Luca Jani          | Ioana Gaspar Bojana Marinkovic             | 6:4, 2:6, [10:8]  |
| 11. | 16. März 2018      | Iraklio                   | ITF $15.000    | Sand              | Réka Luca Jani          | Emma Laine Sabrina Santamaria              | 7:5, 6:2          |
| 12. | 4. Mai 2018        | Balatonboglár             | ITF $25.000    | Sand              | Raluca Georgiana Șerban | Ágnes Bukta Dalma Gálfi                    | 6:1, 7:62         |
| 13. | 11. Mai 2018       | Kaposvár                  | ITF $15.000    | Sand              | Panna Udvardy           | Julija Lysa Marija Marfutina               | 7:66, 6:1         |
| 14. | 10. August 2018    | Koksijde                  | ITF $25.000    | Sand              | Raluca Georgiana Șerban | Dea Herdželaš Tereza Mihalíková            | 6:3, 6:0          |
| 15. | 19. Januar 2019    | Daytona Beach             | ITF W25        | Sand              | Ulrikke Eikeri          | Hailey Baptiste Emina Bektas               | 6:3, 5:7, [11:9]  |
| 16. | 7. September 2019  | Zagreb                    | ITF W60+H      | Sand              | Paula Ormaechea         | Amandine Hesse Daniela Seguel              | 7:5, 7:5          |
| 17. | 10. Februar 2020   | Trnava                    | ITF W25        | Hartplatz (Halle) | Tereza Mihalíková       | Amina Anschba Anastasia Dețiuc             | 6:4, 6:4          |
| 18. | 19. September 2020 | Grado                     | ITF W25        | Sand              | Fanny Stollár           | Federica Di Sarra Camilla Rosatello        | 7:5, 6:2          |
| 19. | 16. Januar 2021    | Hamburg                   | ITF W25        | Hartplatz (Halle) | Tereza Mihalíková       | Amandine Hesse Kimberley Zimmermann        | 6:4, 6:4          |
| 20. | 8. Mai 2021        | Prag                      | ITF W25        | Sand              | Kimberley Zimmermann    | Xenia Knoll Elena-Gabriela Ruse            | 7:65, 6:2         |
| 21. | 26. September 2021 | Wiesbaden                 | ITF W80        | Sand              | Lara Salden             | Arianne Hartono Olivia Tjandramulia        | 6:79, 6:2, [10:4] |
| 22. | 24. Juli 2022      | Palermo                   | WTA 250        | Sand              | Kimberley Zimmermann    | Amina Anschba Panna Udvardy                | 6:3, 6:2          |
| 23. | 24. September 2022 | Budapest                  | WTA Challenger | Sand              | Kimberley Zimmermann    | Jesika Malečková Renata Voráčová           | 6:3, 2:6, [10:5]  |
| 24. | 30. Juli 2023      | Lausanne                  | WTA 250        | Sand              | Diane Parry             | Amina Anschba Anastasia Dețiuc             | 6:2, 6:1          |
| 25. | 12. August 2023    | San Bartolomé de Tirajana | ITF W100       | Sand              | Tímea Babos             | Leyre Romero Gormaz Arantxa Rus            | 6:4, 3:6, [10:4]  |
| 26. | 24. Februar 2024   | Porto                     | ITF W75        | Hartplatz (Halle) | Céline Naef             | Francisca Jorge Matilde Jorge              | 6:4, 3:6, [11:9]  |
| 27. | 30. März 2024      | San Luis Potosí           | WTA Challenger | Sand              | Tamara Zidanšek         | Laura Pigossi Katarzyna Piter              | Walkover          |
| 28. | 10. August 2024    | Hamburg                   | WTA Challenger | Sand              | Kimberley Zimmermann    | Arantxa Rus Nina Stojanović                | 5:7, 6:3, [11:9]  |
| 29. | 5. April 2025      | Antalya                   | WTA Challenger | Sand              | Simona Waltert          | Alicia Barnett Elixane Lechemia            | 7:5, 2:6, [10:6]  |

## Abschneiden bei Grand-Slam-Turnieren

### Einzel
| Turnier         | 2019 | 2020 | 2021 | 2022 | 2023 | 2024 | 2025 | Karriere |
| --------------- | ---- | ---- | ---- | ---- | ---- | ---- | ---- | -------- |
| Australian Open | —    | Q1   | —    | 1    | 2    | Q3   | 1    | 2        |
| French Open     | —    | —    | —    | 1    | 1    | Q1   | 2    | 2        |
| Wimbledon       | Q1   |      | Q1   | 1    | 1    | Q1   | 1    | 1        |
| US Open         | Q1   | —    | Q2   | 1    | Q2   | 2    |      | 2        |

Zeichenerklärung: S = Turniersieg; F, HF, VF, AF = Einzug ins Finale / Halbfinale / Viertelfinale / Achtelfinale; 1, 2, 3 = Ausscheiden in der 1. / 2. / 3. Hauptrunde; Q1, Q2, Q3 = Ausscheiden in der 1. / 2. / 3. Qualifikationsrunde; nicht ausgetragen

### Doppel
| Turnier         | 2022 | 2023 | 2024 | 2025 | Karriere |
| --------------- | ---- | ---- | ---- | ---- | -------- |
| Australian Open | 1    | 2    | 2    | 1    | 2        |
| French Open     | VF   | VF   | 1    | 1    | VF       |
| Wimbledon       | 1    | AF   | —    | 1    | AF       |
| US Open         | 2    | 1    | 1    |      | 2        |